# 동동 네버다이
동동 네버다이(중국어: 东东不死传说)는 중국의 대학교 게임개발학과에 재학중인 학생들이 졸업작품으로 출품한 게임이다. 게임의 종류는 대전 격투 게임이며 게임의 기본 틀은 KOF 98을 토대로 해서 개발했다. 개발 형식은 RPG 만들기 중에서도 쯔꾸르를 이용해 만들었다.
마치 모탈 컴뱃 시리즈처럼 사람이 일일이 모션을 촬영해서 캐릭터를 만든 것이 특징이다.

## 스토리
일본에서 KOF가 크게 성공하자 중국도 자기네들 방식으로 KOF를 모방한 격투대회를 개최했다. 그러나 그 격투대회 출전자들이 계속 행방불명되었다. 중국 공안당국은 수사 끝에 생화학맨이라 불리는 자가 미래에 중국의 지도자가 될 사람을 암살하기 위해서 격투대회 출전자들을 계속 납치하고 있었던 것으로 밝혀졌다. 이에 공안당국은 산전수전을 겪으며 공을 많이 세운 공안인 동동을 파견하여 그 격투대회에 위장 출전해 생화학맨을 체포하도록 조치하였으며 그 격투대회는 예정대로 개최하도록 조치했다.

## 등장인물
- 동동: 중국 공안으로 크고 작은 국가위기를 해결한 베테랑 공안요원이다.
- 아 쑤앙
- 켄: 생긴건 스트리트 파이터 2의 켄 마스터즈이지만 검은 머리에 흰 도복은 류를 연상케 한다.
- 인인: 카우걸. 여자 출전자 중 체격이 제일 크다. 그래플링을 상당히 잘 한다. 모션캡처 배우의 직업이 패션모델이며 이 게임의 아나운서도 겸했다.
- 밍 보이: 초등학교 3학년의 어린이이지만 세상에서 자신이 가장 강하다는 것을 알리기 위해 출전했다. 모션캡처 배우는 어린이가 아니라 키가 작은 성인 남성이다.
- 축구 훌리건
- 우 리아오 준: 사권을 익힌 남자.
- 간호사 자매: 특이하게 2인 1조가 하나의 캐릭터이다. 간호사로 이 대회에 출전했다.
- 에이전트 고우키: 이 대회에 에이전트 자격으로 출전했다.
- 종결자: 생화학맨이 미래의 중국의 지도자가 될 사람을 제거한다는 정보를 입수한 미래의 사람들이 그걸 막기 위해 파견한 인조인간이다.
- 솜사탕: 우승상금으로 명품신발을 사기 위해 출전했다. 모션캡쳐 배우의 직업이 만화가이다.
- 찌안 씨 랑: 건설현장 노동자이다. 그런데 이상하게 기술이나 분위기가 북두의권 같다. 하지만 이름만 같을 뿐 북두신권과는 아무 상관없는 공격이다.
- 마술사: 정장을 입고 두꺼운 책을 들고 다닌다.
- 지앙 바오: 평범한 회사원이지만 자신이 투자한 주식이 폭락하는 바람에 우승상금으로 이 손해를 메꾸기 위해 출전했다.
- JJ: 중국이 아닌 대만에서 사는 사람이다.
- 샤오 판
- 성냥개비맨: 모션캡처가 아닌 그림으로 표현된 캐릭터이다.
- 슈퍼 마리오: 모션캡처가 아닌 그림으로 표현된 캐릭터이다.
- 손오공: 1000년 만에 잠에서 깨어났으나 공해가 심해진 지구를 보고 지구 환경을 지키기 위해 환경단체의 지원을 받아 출전했다. 무기는 마치 날아라 슈퍼보드의 미스터 손처럼 여의봉이 아니라 쌍절곤이다.
- 다란: 조상 대대로 내려오는 유품인 모자를 이용해 싸운다.
- 제갈량
- 페이 페이: 야가미 이오리의 여자 버전이다. 사용하는 기술이 완전히 동일하다.
- 생화학맨: 미래에 중국의 지도자가 될 사람을 암살하기 위해 온 테러리스트이며 격투대회 참가자들을 납치했다. 동동은 이 인물을 체포하기 위해 나선 것이다. 격투 대회임에도 불구하고 M16 소총으로 싸운다.
- 크레이지 동동: 동동이 폭주한 모습이다.
- 뚜오 레이: 히든 캐릭터이다.